# Nestoras
Nestoras (griechisch Νέστορας (m. sg.), Katharevousa: Nestor Νέστωρ) ist eine ehemalige Gemeinde im südwestlichen Messenien mit Verwaltungssitz in Chora und seit 2011 Gemeindebezirk der neu geschaffenen Gemeinde Pylos-Nestor (zur weiteren Untergliederung siehe dort).

## Sehenswürdigkeiten

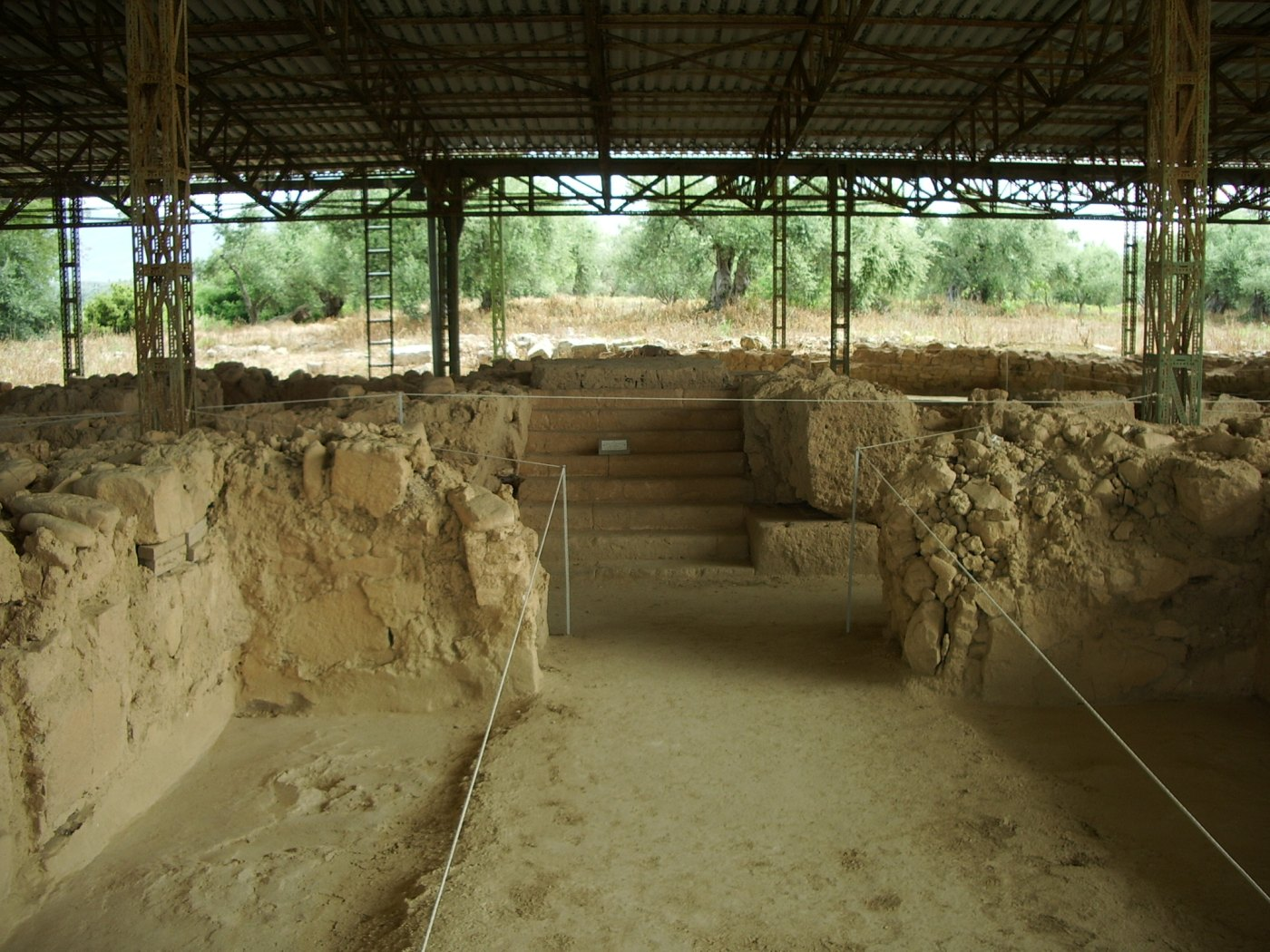
Nestorpalast, darüber die Überdachung der Ausgrabung

Bekannteste Sehenswürdigkeit ist eine mykenische Palastanlage, die als Palast des Nestor bekannt ist und nahe dem Ort Ano Englianos liegt. Es handelt sich dabei um das mykenische Pylos, das Hauptstadt und Verwaltungszentrum eines Reichs war, das große Teile Messeniens beherrschte.
Zahlreiche Funde aus den dortigen Ausgrabungen sind in einem kleinen Museum ausgestellt, das sich im Hauptort Chora befindet.
Im Grenzgebiet zur Nachbargemeinde Pylos liegt die halbkreisförmige Voidokilia-Bucht, eine der schönsten Strände der Peloponnes.

## Einzelnachweise

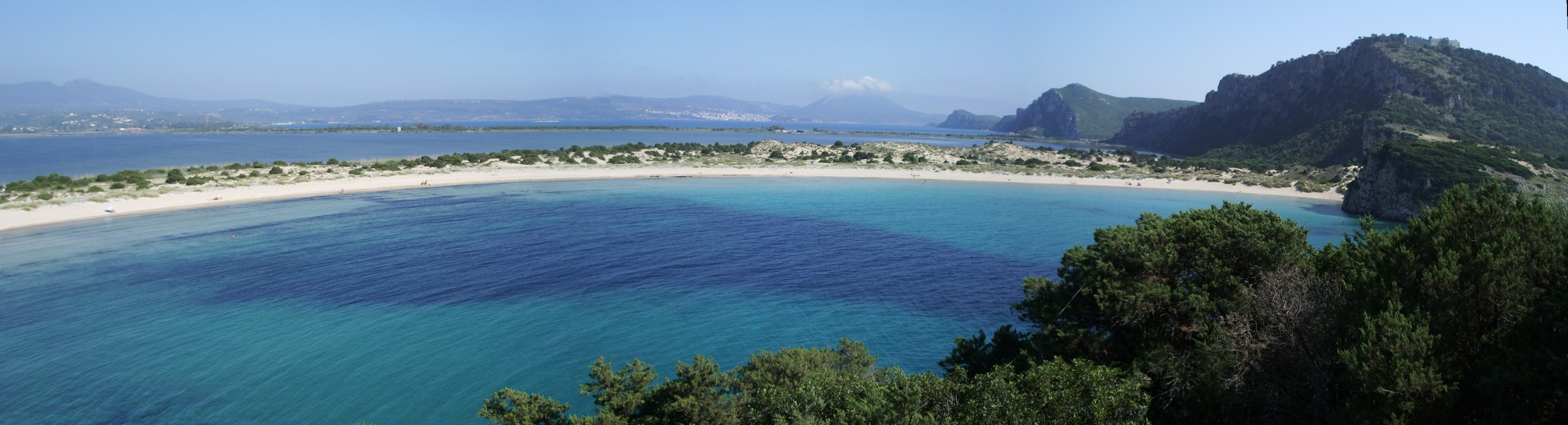
Voidokilia-Bucht